# Ron Schock
Ronald Lawrence „Ron“ Schock  (* 19. Dezember 1943 in Chapleau, Ontario) ist ein ehemaliger kanadischer Eishockeyspieler, der im Verlauf seiner aktiven Karriere zwischen 1961 und 1980 unter anderem 964 Spiele für die Boston Bruins, St. Louis Blues, Pittsburgh Penguins und Buffalo Sabres in der National Hockey League auf der Position des Centers bestritten hat. Sein jüngerer Bruder Danny war ebenfalls Eishockeyspieler.

## Karriere
Ron Schock begann seine Karriere als professioneller Eishockeyspieler in der Ontario Hockey Association bei den Niagara Falls Flyers, für die er von 1961 bis 1964 auf dem Eis stand. In der Saison 1963/64 gab er zudem sein Debüt in der National Hockey League für die Boston Bruins. Dort konnte er sich nach und nach etablieren, verbrachte zwischenzeitlich eine Saison bei den San Francisco Seals in der Western Hockey League. 
Im Zuge der NHL-Erweiterung der Original Six auf zwölf Franchises wurde Schock am NHL Expansion Draft 1967 von den Bruins zu den neu aufgenommenen St. Louis Blues transferiert. Für die Blues stand er die nächsten zwei Saisons im Einsatz. Berühmt wurde Schock durch sein „Mitternachtstor“, das er anlässlich des siebten und entscheidenden Spiel des Stanley-Cup-Halbfinals am 3. Mai 1968 zwischen den St. Louis Blues und den Minnesota North Stars erzielte. Das Tor fiel erst in der zweiten Verlängerung und bescherte den Blues damit den Finaleinzug in ihrer ersten NHL-Saison, den sie allerdings mit 0:4-Spielen gegen die Canadiens de Montréal verloren. Dieser überraschende Erfolg war wohl ein Hauptgrund für die frühe Popularität der St. Louis Blues in der NHL.
Während seiner Zeit bei den Blues soll er anlässlich eines Dinners gefragt worden sein, zu welchem Team er am ehesten wechseln würde. Schock antwortete darauf mit den New York Rangers oder den Pittsburgh Penguins. Zwei Tage später stand er bei den Penguins unter Vertrag, die ihn im Tausch für Brian Spencer verpflichtet hatten. In Pittsburgh blieb er die nächsten acht Saisons, wobei er die letzten vier davon die Kapitänsbinde tragen durfte.
Es folgte noch eine Saison bei den Buffalo Sabres und zwei Saisons in der American Hockey League bei den Hershey Bears und den Rochester Americans, ehe er seinen Rücktritt bekannt gab. In insgesamt 15 Saisons in der NHL absolvierte Schock 909 Spiele und erzielte dabei 166 Tore und gab 351 Vorlagen, kam also auf ein Total von 517 Punkten.

## Erfolge und Auszeichnungen
- 1963 J.-Ross-Robertson-Cup-Gewinn mit den Niagara Falls Flyers

## Karrierestatistik
(Legende zur Spielerstatistik: Sp oder GP = absolvierte Spiele; T oder G = erzielte Tore; V oder A = erzielte Assists; Pkt oder Pts = erzielte Scorerpunkte; SM oder PIM = erhaltene Strafminuten; +/− = Plus/Minus-Bilanz; PP = erzielte Überzahltore; SH = erzielte Unterzahltore; GW = erzielte Siegtore; 1 Play-downs/Relegation; Kursiv: Statistik nicht vollständig)